# Стежера
Стежера — река в Красносельском районе Костромской области России. Впадает в Горьковское водохранилище на Волге в 2516 км от устья по левому берегу. Длина реки составляет 52 км, площадь водосборного бассейна — 235 км².

## Данные водного реестра
По данным государственного водного реестра России относится к Верхневолжскому бассейновому округу, водохозяйственный участок реки — Волга от города Кострома до Горьковского гидроузла (Горьковское водохранилище), без реки Унжа, речной подбассейн реки — Волга ниже Рыбинского водохранилища до впадения Оки. Речной бассейн реки — (Верхняя) Волга до Куйбышевского водохранилища (без бассейна Оки).
Код объекта в государственном водном реестре — 08010300412110000013322.